# 赤尾光
赤尾光（日语：／ Akao Hikaru，1995年6月16日—）是日本的女性聲優，埼玉縣出身。I'm Enterprise所屬。

## 人物
小学六年级时看了《火影忍者》后得知了声优这个职业，然而此时的她并不喜欢自己的声音，后受到老师的影响后加入广播部。
初中、高中都在廣播部。後來進入日本播音演技研究所就讀。
2015年加入I'm Enterprise。
《千本木彩花、和多田美咲、赤尾光的歡迎來到綠色收成！》為廣播出道作。
2018年6月開始是ENTERTAINMENT所企劃的聲優團體「teaЯLove」的一員。
作为声优的目标是钉宫理惠和田村由香里。

## 演出作品
※粗體字為主要角色。

### 電視動畫
2016年
- LoveLive! Sunshine!!（女學生）
- 亞人 第2期（女高中生）

2017年
- 愛麗絲與藏六（少女）
- 快盜天使BREAK（女子B）
- 在地下城尋求邂逅是否搞錯了什麼 外傳 劍姬神聖譚（露露涅·路易）

2018年
- Classicaloid（女孩子）
- 时间飞船 逆袭的三恶人（秘书机甲子）
- 童話魔法使（烏皮爾琪卡）
- 擁抱！光之美少女（川上綾）
- 漫畫女孩（萌田薰子、喵沌）
- 惡魔高校D×D HERO
- 後街女孩（杉原千佳）
- 昴宿七星（天羽晴奈）
- 工作細胞（血小板2、血小板5）
- 隔壁的吸血鬼美眉（動畫角色C）
- 尤利西斯 貞德與鍊金騎士（妖精族B）
- 梅露可物語 -無精打采的少年與瓶中少女-（匹斯提亞）

2019年
- Endro～！（尤夏〈尤莉亞·夏爾蒂特〉）
- 路人超能100 II（女大學生）
- 輝夜姬想讓人告白～天才們的戀愛頭腦戰～（女學生）
- 我們真的學不來！（第1期）（真知子）
- 魔法水果籃（女學生）
- 滿月之戰（小日向希望）
- 毛球剛次郎（女孩子）
- 炎炎消防隊（日向＆日影）
- 我們真的學不來！（第2期）（真知子）
- 刺客守則（索妮雅、女學生）

2020年
- 請在伸展台上微笑（都村一花）
- Lapis Re:LiGHTs（瑪莉貝麗）
- 突擊莉莉 BOUQUET（一柳梨璃）
- 在地下城尋求邂逅是否搞錯了什麼III（露露涅·路易）
- 炎炎消防隊 貳之章（日向＆日影）
- 請問您今天要來點兔子嗎？BLOOM（客）

2021年
- 演劇偶像（守野芹亞）
- 萌可魯玩偶貓 Mix！（冒牌冒牌Bu）

2022年
- 秘密內幕～女警的反擊～（女子小學生）
- 女性向遊戲世界對路人角色很不友好（里昂〈幼年〉）
- 骸骨騎士大人異世界冒險中（馬爾嘉）
- RPG不動產（風色鼓）

2023年
- 魔法少女毀滅者（マイ、グリーン）
- 死神少爺與黑女僕 第2期（嬰兒）
- 16bit的感動 ANOTHER LAYER（小山千里〈琪琪子〉、小山万里〈菈菈子〉）
- 超超超超超喜歡你的100個女朋友（女兒）
- 絆之Allele（女僕B）

2024年
- 夜晚的水母不會游泳（千繪繪）
- ATRI -My Dear Moments-（亞托莉）
- 2.5次元的誘惑（角色扮演者A）

2025年
- 中禪寺老師妖怪講義錄 解謎就交給老師。（小川涼子）
- 炎炎消防隊 參之章（日向＆日影）

### 劇場動畫
- 在地下城尋求邂逅是否搞錯了什麼 -獵戶座之箭-（2019年，露露涅·路易）

### OVA
- 請問您今天要來點兔子嗎？？ 〜Dear My Sister〜（2017年，女孩子）
- 噬血狂襲III（2018年，卡莉[16]）
- Re:從零開始的異世界生活 冰結之絆（2019年，村中小孩）
- Alice in Deadly School（2021年，村崎靜香）

### 遊戲
2016年
- 魔女異聞錄：伊絲塔利亞傳說（聖獸王艾迪諾爾）
- 萬千回憶（塵戒的抜忍五十鈴、夏歐莉）
- 戰國姬譚MURAMASA-雅-（長宗我部元親、加藤段藏、上田城、稻葉山城、安土城）
- Starlet（雅）
- Sid Story（亞緹米希、亞倫）
- 鋼鐵機娘（神宮寺茜、大塚美紀、月島靜香、莉澤露蒂、史沃娜蕾）
- 我家公主最可愛（銀嶺姬）

2017年
- 秋葉原之旅Festa！（紅谷螢）
- 變強了再NEW GAME（鈴乃葉、梅莉諾）
- 戰艦Strike（克洛艾）
- 莉迪&蘇瑞的鍊金工房 ～不可思議繪畫的鍊金術士～（蘇瑞·瑪蓮）
- 城姬Quest（名胡桃城）

2018年
- 閃耀幻想曲（萌田薰子）
- 深淵地平線（酒匂、納爾遜、鑽石）
- 音擊（星咲明里）
- 少女前線（Gr Mk23）
- 魔法紀錄 魔法少女小圓外傳（千秋理子）
- 問答RPG 魔法使與黑貓維茲（イヨリ、ナズナ）
- Q&Q司書解答者（呂布、孫權）
- 殺戮幻影（フェイルノート・D. plug・ルシファー）

2019年
- 奈爾克與傳說之鍊金術士們～新大地之鍊金工房～（蘇爾·瑪蓮）
- 藍石2（テナリ）
- 鍊金工房Online ～布雷賽爾的鍊金術士～（スール・マーレン）
- 棕色塵埃（ナレサ）
- 荒野的壽飛行隊 飛向雲霄的少女們！（蓓谷）
- 白貓Project（リーチェ・パスラ・オリバ）
- ASH ARMS - 灰燼戰線 -（戰車 M3 Stuart）
- 動物朋友3（アルパカ・ワカイヤ）

2020年
- 錯誤消滅者Re:Quest（セーラ、ナディア）
- 塗鴉英雄（メイジー）
- 戰姬Strike（アンギリサ、フェニティ、アサテミス）
- Re:Stage！節奏舞步（星咲あかり）
- ATRI -My Dear Moments-（亞托莉）
- 決鬥大師PLAY'S（ピリリパ、死劇人形ピエール）
- 明日方舟（泡泡）

2021年
- 怪物彈珠（三叉戟）
- Assault Lily Last Bullet（一柳梨璃）
- 碧藍航線 （射水鱼）
- 蔚藍檔案（下江小春）
- 七大罪 光與闇之交戰（瓦爾基麗 梅凱樂達）
- Lapis Re：LiGHTs ～這個世界的偶像會用魔法～（瑪莉貝麗）

### 廣播
- 千本木彩花、和多田美咲、赤尾光的歡迎來到綠色收成！（音泉，超！A&G+：2016年4月9日－）[26]
- （2017年、音泉）[27]

### 影像商品
- 松田颯水秀2 （2018年）
- 西明日香的敏感地帶！3 （2019年）
- 「音擊」LIVE vol.1 ～Jump!! Jump!! Jump!!～ Blu-ray（2019年）
- 「高橋李依的興奮旅行」～沖繩篇～ （2019年）
- （2019年）

### 其他
- 溫泉女孩（作並日果[28]）

## 唱片

### 角色歌
| 發售日   | 商品名稱                                            | 演唱名義                                                                                               | 歌曲                                 | 備註                         |
| 2018年   | 2018年                                              | 2018年                                                                                                 | 2018年                               | 2018年                       |
| -------- | --------------------------------------------------- | --- | ------------------------------------ | ---------------------------- |
| 5月30日  | Memories／                                          | 漫畫女孩                                                                                               | 「Memories」                         | 電視動畫《漫畫女孩》片頭曲   |
| 5月30日  | Memories／                                          | 漫畫女孩                                                                                               | 「」                                 | 電視動畫《漫畫女孩》片尾曲   |
| 6月27日  | 漫畫女孩 BD、DVD第1卷特典CD                         | 萌田薰子（赤尾光）                                                                                     | 「Memories」 「」                    | 電視動畫《漫畫女孩》相關歌曲 |
| 8月29日  | Gokudorum Music                                     | Gokudols虹組                                                                                           | 「」                                 | 電視動畫《後街女孩》片頭曲   |
| 8月29日  | Gokudorum Music                                     | Gokudols虹組                                                                                           | 「」                                 | 電視動畫《後街女孩》片尾曲   |
| 8月29日  | Gokudorum Music                                     | Gokudols虹組                                                                                           | 「」 「」 「」 「」 「」 「」 「」   | 電視動畫《後街女孩》插入曲   |
| 10月24日 | ONGEKI Vocal Collection 01                          | 星咲明（赤尾光）、藤澤柚子（久保田梨沙）、三角葵（春野杏）                                             | 「STARTLINER」                       | 遊戲《音擊》主題曲           |
| 10月24日 | ONGEKI Vocal Collection 01                          | 星咲明（赤尾光）                                                                                       | 「Perfect Shining!!」 「STARTLINER」 | 遊戲《音擊》相關歌曲         |
| 2019年   |                                                     | |                                      |                              |
| 1月23日  |                                                     | 勇者小队                                                                                               | 「」                                 | 電視動畫《Endro～！》片頭曲  |
| 1月23日  | 「」                                                | 勇者小队                                                                                               | 電視動畫《Endro～！》印象曲          |                              |
| 2月27日  | ONGEKI Sound Collection 01 『Jump!! Jump!! Jump!!』 | 星咲明（赤尾光）、藤澤柚子（久保田梨沙）、三角葵（春野杏）、高瀨梨緒（久保百合花）、逢坂茜（大空直美） | 「Jump!! Jump!! Jump!!」             | 遊戲《音擊》相關歌曲         |

### 其他參加樂曲
| 發售日   | 商品名稱     | 演唱名義 | 歌曲             | 備註                 |
| 2019年   | 2019年       | 2019年   | 2019年           | 2019年               |
| -------- | ------------ | -------- | ---------------- | -------------------- |
| 3月31日  |              | teaRLove | 「」             | 《teaRLove》相關歌曲 |
| 4月28日  |              | teaRLove | 「」             | 《teaRLove》相關歌曲 |
| 6月30日  |              | teaRLove | 「」             | 《teaRLove》相關歌曲 |
| 9月28日  |              | teaRLove | 「」             | 《teaRLove》相關歌曲 |
| 12月15日 |              | teaRLove | 「」             | 《teaRLove》相關歌曲 |
| 2020年   |              |          |                  |                      |
| 2月22日  | NO IMITATION | teaRLove | 「NO IMITATION」 | 《teaRLove》相關歌曲 |

### 组合成员
1. ↑  赤尾光、本渡楓、大西沙織、高橋李依
2. ↑  愛理（貫井柚佳）、真理（前田佳織里）、千佳（赤尾光）
3. ↑  尤夏（赤尾光）、赛拉（夏川椎菜）、法伊（小澤亞李）、梅依（水瀨祈）
4. 1 2  赤尾光、桶谷菜穗、小野寺瑠奈、河野日和、櫻木夕、關根瞳、高橋菜菜美、廣瀨世華、福積沙耶、丸岡和佳奈

## 外部連結
- 事務所官方簡歷 （页面存档备份，存于）（日語）
- http://ameblo.jp/pikamaruchan （页面存档备份，存于）
- 赤尾光的X（前Twitter）